# سليمان عبد الكريم العويس
سليمان عبد الكريم العويس (1932 - 11 ديسمبر 2020) شاعر شعبي سعودي. ولد في قرية شلوان ونشأ بها وفي الرياض. هو شاعر نظم ومحاورة وله قصائد اجتماعية وساخرة وتمتع ببديهة حاضرة. نشر شعره في المجلات واشتهر بسرعة البديهة والسخرية في شعره.

## سيرته
ولد سليمان بن عبد الكريم العويس في قرية شلوان من قرى الزلفي حوالي عام 1932 م/ 1351 هـ. تعلم في كتاتيب قريته ثم انتقل إلى كتاتيب مدينة الزلفي، ثم انتقل إلى مدينة الرياض.

خصصت مجلة اليمامة زاوية له من عام 1977 إلى 1997.

توفي العويس يوم 11 ديسمبر 2020/ 26 ربيع الآخر 1442 في محافظة الزلفي بالعاصمة الرياض ودفن في مقبرة النسيم بالرياض.

## شعره
يُعد من أشهر شعراء النظم بمنطقة الزلفي، كما له مشاركات في فن القلطة. اشتهر بسرعة البديهة والسخرية في شعره. قال عنه محمد سيف «يقف الشاعر سليمان العويس في طليعة شعراء النبط في عصرنا الحاضر، وهو أحد فرسان حلبة الرد والمحاورة، وربما يمتاز عن غيره من شعراء جيله بسخريته الاجتماعية ونقده اللاذع لكثير من المظاهر. ولم يسلم مرفق حكومي خدمي من قصيدة لاذعة، ولم تحدث قضية محلية إلا وكان له فيها تعليق ساخر...لقد برع الشاعر، أكثر ما برع، في شعر الحكمة والسخرية، وله أبيات كثيرة متداولة، يتداولها كثيرون ولربما لا يعرفون قائلها، فهو كان ينشر أبياتا شعرية ساخرة، وعبر أعوام طويلة، في مجلة "اليمامة"، ولا يوقعها باسمه، فذلك لا يهمه كثيرا، بقدر ما يهمه وصول الفكرة إلى الناس، وهو لا يحتفظ كثيرا بشعره، وأغلبه قد لا يكون مدونا، وقد حاولت معه كثيرا أن أجمع ديوان شعره، لكنه كان يأبى مع ابتسامة ساخرة.»  وقال عن شاعريته ابـن جعيثن «فقد اشتهر العويس ببراعة اللسان، والنقد الهادف، والإشارة إلى الخلل بأسلوب جميل.. ولا غرابة في ذلك لما يتملكه من الذكاء الحاد والأفكار التي يترجمها على أرض الواقع.. فهو شاعر اجتماعي نهل الشعر من مورد عذب لذا لا تزال صدى أشعاره تردد في ذاكرة الشعر.» و«كان الراحل قريبا إلى قلوب الناس، وإلى مشاعرهم واهتماماتهم على السواء.. كان يعكس لنا بأشعاره الرائعة تلك الهموم والاهتمامات بأسلوب مشوق ومؤثر».